# Garland Stern
Garland Stern (...) è un informatico statunitense.
Tra il 1979 e il 1986 lavorò presso il Computer Graphics Lab del New York Institute of Technology, compiendo ricerche nell'ambito della modellazione e dell'animazione 3D. Collaborò in special modo con Alvy Ray Smith e Lance Williams per la realizzazione di alcuni programmi impiegati nel corto rivoluzionario del 1979 di Ed Emshwiller Sunstone. Nel 2001 ricevette un Oscar al merito tecnico-scientifico «per l'ideazione e l'implementazione del sistema software Cel Paint. Tutte le attuali applicazioni di pittura su cel nell'industria cinematografica possono essere fatte risalire all'idea originale e all'implementazione pionieristica di Garland Stern».

## Filmografia
- Sunstone, regia di Ed Emshwiller (1979)
- SF Shinseiki Lensman (ＳＦ新世紀 レンズマン), regia di Kazuyuki Hirokawa e Yoshiaki Kawajiri (1984)
- The Works, regia di Lance Williams (incompiuto)